# فیناستراید
فیناستراید یا فیناستِرید (به انگلیسی: Finasteride) دارویی است که برای درمان ریزش مو به‌خصوص در آقایان و همچنین در بزرگی خوش‌خیم پروستات مردان استفاده می‌شود. به‌طور معمول این دارو برای خانمها و همچنین برای مواردی که ریزش مو وارد مرحلهٔ پیشرفته شده است مثل نواحی «خط موی عقب رفته» به کار نمی‌رود. سازمان غذا و داروی آمریکا (FDA) کاربرد این دارو را در درمان هیپرپلازی پروستات و آلوپسی آندروژنیک (طاسی به علت افزایش هورمون‌های جنسی مردانه) در مردان تأیید نموده است ولی استفاده از این دارو در هیرسوتیسم (پرمویی صورت و بدن) زنان مورد تأیید FDA نیست.

## تاریخچه
در اوایل سال ۱۹۹۰ فیناستراید برای درمان هایپر پلازی (بزرگ شدگی) پروستات با دوز ۵ میلیگرم روزانه تأیید شد. به دنبال مصرف این دارو مردان متوجه شدند ریزش موهایشان کاهش یافته و حتی رویش موی جدید هم مشاهده کردند. بعد از تحقیقات زیاد مشخص شد این دارو با دوز ۱ میلی‌گرم در روز هم می‌تواند اثرات مثبت در ریزش مو داشته باشد. فیناستراید در آمریکا به عنوان داروی مؤثر بر ریزش موی مردانه با نام پروپشیا تأیید شد. این دارو در سال ۱۹۹۸ از طرف انجمن پروپشیا اولین قرص تأیید شده علمی در ریزش موی مردانه به خصوص در نواحی ورتکس (وسط سر) و قدامی میانی سر اعلام شد.
پس از آن، تحقیقات وسیعی به منظور استفاده از این دارو برای درمان ریزش موی مردانه آغاز گردید که نشان می‌داد استفاده از آن به میزان یک میلی‌گرم در روز در درمان ریزش مو در بعضی از مردان مؤثر و کافی است.

## خواص شیمیایی
ماده فیناستراید پودری کریستالی مانند است که در دمایی حدود ۲۵۰ درجهٔ سانتی گراد ذوب می‌شود. در آب نامحلول است اما در کلوروفورم و محلول‌های رقیق الکلی حل می‌شود. فرمول شیمیایی آن C۲۳H۳۶N۲O۲ است و وزن ملکولی آن ۳۷۲٫۵۵ می‌باشد.

## نحوهٔ عملکرد
فیناستراید در سطح مولکولی باعث تحریک رشد موهای تازه می‌شود. این ماده به صورت آزا-استروئیدی ساختگی و با قدرت زیاد به صورت آنتاگونیست غیررقابتی و انتخابی به صورت برگشت‌ناپذیر فعالیت آنزیمی را که باعث تبدیل هورمون جنسی مردانه (تستوسترون) به فرم فعال آن در فولیکول مو می‌شود مهار می‌کند.
تستوسترون هورمونی است که بر روی پوست، فولیکول مو، غدهٔ پروستات، غدد سبابه و ایجاد کنندهٔ چربی پوست تأثیرگذار است. بافت‌های فولیکول مو به فرم خاصی از تستوسترون به نام DHT حساس می‌باشند. تستوسترون توسط آنزیمی به نام ۵ آلفا ردوکتاز reductase) 5) تبدیل به DHT می‌شود. فیناستراید عمل این آنزیم را مهار کرده و بنابراین از تبدیل تستوسترون به DHT جلوگیری می‌کند. ۵ آلفا ردوکتاز بر دو نوع تیپ ۱ و ۲ می‌باشد. تیپ ۱ بیشتر در نمود چربی و تیپ ۲ بیشتر در فولیکول مو و بافت پروستات وجود دارد. مردانی که سطح آنزیم تیپ ۲ آن‌ها طبیعی یا بالا است میزان DHT طبیعی بالا داشته و بیشتر به ریزش موی مردانه و بزرگی خوش‌خیم پروستات دچار می‌شوند. فیناستراید سبب مهار تیپ ۲ این آنزیم می‌شود. سطح DHT را پایین آورده و احتمال ریزش موی مردانه و نیز بزرگی خوش‌خیم پروستات را کاهش می‌دهد. نیمه عمر پلاسمایی این دارو ۸ ساعت می‌باشد و اثرات بیولوژیکی آن برای زمانی طولانی‌تر به جا می‌ماند.

## استفاده در زنان
استفاده از فیناستراید در درمان ریزش مو در خانم‌ها هنوز به اثبات نرسیده است. مخصوصاً این دارو در زنانی که در سن حاملگی بوده یا حامله هستند مورد استفاده قرار نمی‌گیرد زیرا در تعیین جنسیت جنین دخالت نموده و باعث ایجاد ناهنجاری در ارگان‌شناسی جنین می‌گردد. فیناستراید از طریق مهار تبدیل تستوسترون به دی هیدرو تستوسترون ممکن است باعث ایجاد اختلال در دستگاه تناسلی خارجی جنین پسر گردد. فیناستراید در خانم‌های باردار یا زنانی که قصد باردار شدن دارند کنترااندیکاسیون مطلق دارد؛ بنابراین تجویز و مصرف این دارو و حتی تماس پوستی با قرص یا خرده‌های آن در حین بارداری، توسط شرکت‌های سازنده ممنوع اعلام شده است. همچنین از آن جایی که فیناستراید در مایع منی ترشح می‌شود، بهتر است در صورت بارداری همسر یا قصد یا احتمال بارداری وی، از کاندوم استفاده شود.

## شیوه مصرف
فیناستراید به صورت قرصهای ۱ میلی‌گرمی استفاده می‌شود و میزان هورمون دی هیدروتستوسترون سر را تا ۶۴ درصد و سرم را تا ۶۸ درصد کاهش می‌دهد. بعد از ۱۲ ماه مصرف این قرص موهای کامل و ضخیم سر افزایش یافته و موهای نازک کاهش می‌یابد. فیناستراید به خوبی می‌تواند باعث متوقف شدن پدیده مینیاتوری شود و رشد مجدد موها شروع می‌گردد. قرص به‌طور روزانه میل می‌شود و در عرض ۴ تا ۶ ماه اثرات آن ظاهر می‌شود. معمولاً بعد از ۲۴ ماه ماکزیموم اثر در موها ایجاد می‌شود. اثر فیناستراید تا زمانی است که مصرف می‌شود. فیناستراید می‌تواند همراه غذا یا با معده خالی مصرف شود.

## عوارض جانبی
رایج‌ترین عارضهٔ جانبی مصرف فیناستراید عوارض جنسی است. کاهش میل جنسی در ۲ درصد مردان، اشکال در نعوظ در ۱/۳ درصد و کاهش مقدار مایع منی از عوارض آن می‌باشد و همچنین ژنیکوماستی در مردان.

## احتمال پایداری عوارض جانبی بعد از قطع دارو
مطالعات جدید نشان دهنده پایداری جدی عوارض خطرناک این دارو حتی بعد از قطع طولانی مدت آن می‌باشد.